# 1934 în informatică
- 1933 în informatică — 1934 în informatică — 1935 în informatică

1934 în informatică a însemnat o serie de evenimente noi notabile:

## Evenimente
- Wallace Eckert de la Universitatea Columbia conectează un IBM 285 Tabulator, un 016 Duplicating Punch și un IBM 601 Multiplying Punch prin intermediul unui switch secvențial proiectat de el.[1] Sistemul combinat a fost folosit pentru a automatiza integrarea ecuațiilor diferențiale.